# Full Circle (album Creed)
Full Circle – czwarty studyjny album amerykańskiej formacji Creed. Został wydany 27 października 2009, tuż po zakończeniu trasy koncertowej zespołu odbywającej się w Stanach Zjednoczonych. To pierwszy album grupy po reaktywacji 27 kwietnia 2009 roku. Na gitarze basowej ponownie zagrał basista, Brian Marshall, który został wyrzucony z zespołu w 2000 roku. Producentem płyty jest Howard Benson, co wynika z wywiadu przeprowadzonego dla MTV. W lipcu 2011 album osiągnął 2 miliony sprzedanych kopii w Stanach Zjednoczonych co pozwoliło osiągnąć mu status podwójnej platyny.

## Lista utworów
1. „Overcome” – 3:47
2. „Bread of Shame” – 3:56
3. „A Thousand Faces” – 4:54
4. „Suddenly” – 3:31
5. „Rain” – 3:27
6. „Away in Silence” – 4:40
7. „Fear” – 4:05
8. „On My Sleeve” – 4:14
9. „Full Circle” – 4:08
10. „Time” – 5:55
11. „Good Fight” – 3:55
12. „The Song You Sing” – 4:08
13. „Silent Teacher” (utwór bonusowy na iTunes)

## Twórcy
- Scott Stapp – śpiew
- Mark Tremonti – gitary, wokal wspierający
- Brian Marshall – gitara basowa
- Scott Phillips – perkusja
- Howard Benson – produkcja muzyczna, keyboard
- Chris Lord-Alge – miksowanie